# Hà Tông
Hà Tông (tiếng Trung: 何宗; bính âm: He Zong; ? – ?), tự là Ngạn Anh (彥英) hay Ngạn Nhược (彥若), là quan viên nhà Quý Hán thời Tam quốc trong lịch sử Trung Quốc.

## Cuộc đời
Hà Tông quê ở huyện Bì, quận Thục, Ích Châu, có khả năng là hậu duệ của danh thần Hà Vũ thời Tây Hán. Thời trẻ, Hà Tông bái danh sĩ Nhâm An làm thầy, nghiên cứu sâu về Kinh vĩ, Thiên quan, thôi bộ, Đồ, Sấm. Hà Tông cùng Đỗ Quỳnh là đồng môn, nhưng thanh danh của Tông lớn hơn.
Cuối thời Đông Hán, Lưu Chương cầm quyền ở Ích Châu, lấy Hà Tông làm Thái thú Kiền Vi. Năm 214, Lưu Bị kiểm soát Ích Châu, đề bạt nhân tài, bổ nhiệm Hà Tông làm Tế tửu.
Năm 220, Tào Phi cướp ngôi nhà Hán. Hà Tông cùng Lưu Báo, Hướng Cử, Trương Duệ, Hoàng Quyền, Ân Thuần, Triệu Tộ, Đỗ Quỳnh, Dương Hồng, Trương Sảng, Doãn Mặc, Tiều Chu,... trích dẫn sách sấm, khuyên Lưu Bị lên ngôi Hoàng đế.
Năm 221, Lưu Bị đăng cơ, lấy Hà Tông làm Đại hồng lư.
Hà Tông qua đời trong niên hiệu Kiến Hưng (223–237).

## Gia đình
- Hà Song (giản thể: 何双; phồn thể: 何雙; bính âm: He Shuang), tự Hán Ngẫu (漢偶), con trai của Hà Tông, tính cách hài hước, có phong thái của Thuần Vu Khôn, Đông Phương Sóc.[2]

## Trong văn hóa
Trong tiểu thuyết Tam quốc diễn nghĩa, Hà Tông xuất hiện ở hồi 80, giữ chức Tế tửu, cùng các quan viên khuyên Lưu Bị lên ngôi. Bản dịch của Bùi Kỷ dịch nhầm thành Hà Tăng.